# Metauten (concejo)
Metauten es un concejo y la capital del municipio compuesto homónimo español de la Comunidad Foral de Navarra, situado en la Merindad de Estella, en la comarca de Estella Oriental.

## Geografía
Tiene una superficie de 318 ha. Los límites del término de esta localidad vienen determinados por el norte por el concejo de Ollogoyen y Ollobarren, por el este por el concejo de Arteaga, por el sur el concejo de Zufía y por el oeste por el municipio de Murieta. 
Está a una distancia por carretera de unos 12 km de Estella y a unos 52 km de Pamplona y situado a 533 m s. n. m. de altitud, en el extremo suroccidental del valle.
Posee un clima de tipo mediterráneo y vegetación de encinas, quejigos, robles, bojes, pinos, y enebros. El espacio forestal de Metauten asciende a 80 hectáreas, de las cuales, 11 ha corresponden a Pinar y el resto a encinar, el cual, está tachonado por el rastro de antiguas carboneras que dan pista de una de las formas de subsistencia que tenían algunos de los antiguos metautinos. El encinar, además, va creciendo lentamente en extensión, tragándose literálmente antiguas piezas y pastizales debido a que ya no se trabajan, y a la ausencia de ganado que paste o ramonée.
El cultivo de cereales (trigo, cebada, avena) predomina sobre forrajes, patatas, legumbres, y hortalizas. El viñedo y el olivar disminuyeron sensiblemente en la década de 1960, debido a la concentración parcelaria llevada a cabo, aunque en la década de 1990 se plantó una gran viña en el término de "el cerrado".
También en esa misma década se comenzaron a plantar en distintas fincas, árboles (encinas 25%, robles 25%, y avellanos 50%) inoculados con el hongo de la trufa, existente de forma natural en el encinar del pueblo, de los que no hace mucho se ha comenzado a extraer producción. Es precisamente a este cultivo, la trufa, al que se ha erigido un museo o centro de interpretación de la trufa junto al Ayuntamiento del distrito, que es un gran atractivo turístico para la zona.

### Demografía
La evolución demográfica de este concejo se muestra en la siguiente tabla con datos obtenidos del Instituto de Estadística de Navarra:
| 1852 | 2000 | 2005 | 2010 | 2015 | 2016 | 2017 | 2018 | 2019 |
| ---- | ---- | ---- | ---- | ---- | ---- | ---- | ---- | ---- |
| 114  | 44   | 48   | 45   | 46   | 49   | 45   | 45   | 43   |

## Historia
Metauten es la capital de un municipio formado por seis pueblos (Arteaga, Ganuza, Metauten, Ollobarren, Ollogoyen, y Zufía), que se escindió en 1852 de Valdeallín o Allín, del que formó parte al menos desde la Edad Media.

## Arte y arquitectura
La iglesia de San Román, en Metauten, es un edificio gótico renacentista de nave única en dos tramos. Frente al pueblo, en la cima del monte, se encuentra la ermita de Santa Bárbara, construcción de sillarejo enlucido, a la que se sube en romería cada 1º o 2º sábado de septiembre. Antaño existieron dos ermitas más, ahora desaparecidas: la de San Miguel y la de San Andrés, sitas en los parajes denominados con el mismo nombre.
La ermita de Santa Bárbara, en la loma situada entre la localidad y Valdelana que fue arreglada en 1947.
Figuran en Metauten dos palacios como cabo de armería en la nómina del Reino de Navarra de 1799:
- El primero lo obtuvo en 1666 lo obtuvo la casa de Juan Matías de Albizu, caballero de Calatrava, por un servicio al rey de 200 ducados. El escudo del palacio era «una puente azul en campo de oro y por afuera la señal del hábito de Calatrava».
- El segundo palacio que obtuvo la merced real era propiedad de Ignacio Antonio Morrás, Albizu y Baquedano. Fue en el año 1675 y por 4000 reales de plata empleados para la muralla de Pamplona. El escudo era «de plata con una banda de sinople bordeada de gules».

## Fiestas y festividades
Las fiestas de hermandad se celebran el último fin de semana de agosto, o el primero de septiembre, según el año. El sábado siguiente a las fiestas, se sube en romería a la ermita de Santa Bárbara. También se celebra la festividad de S. Román, el 18 de noviembre, que es el patrón del pueblo.